# 911

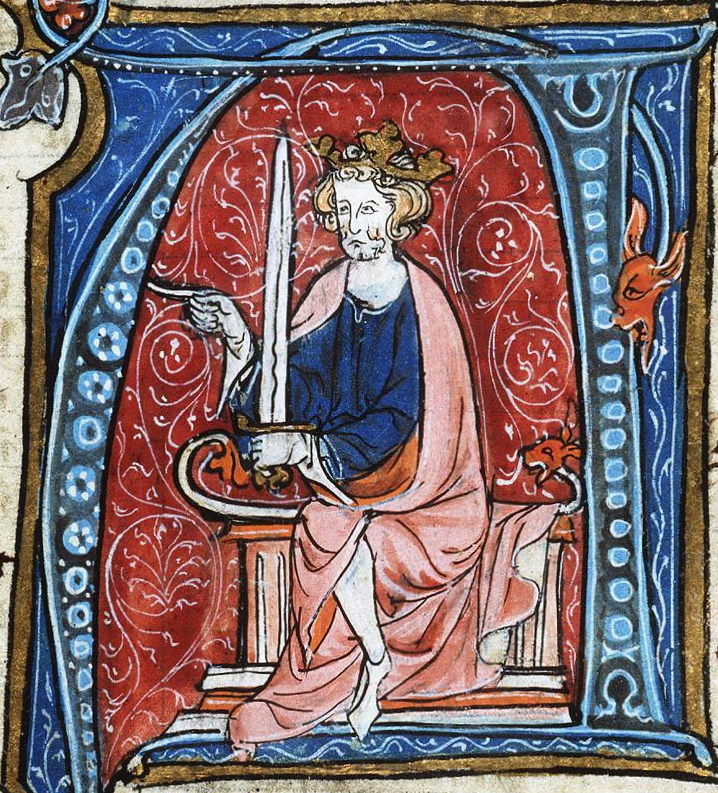
Koenraad I van Franken (ca. 881 - 918)

Het jaar 911 is het 11e jaar in de 10e eeuw volgens de christelijke jaartelling.

## Gebeurtenissen

### Europa
- Rudolf de Rechtsbrenger verslaat de Viking Rollo bij Chartres.
- Herfst - Koning Karel III ("de Eenvoudige") sluit in Saint-Clair-sur-Epte een vredesverdrag met de Vikingkrijgsheer Rollo (Hrolf). Hij krijgt het gebied dat later het hertogdom Normandië zal vormen in leen, met als hoofdstad Rouen. In ruil moet Rollo zich laten dopen tot het christendom en wordt hij benoemd tot hertog (een leenman) van het West-Frankische Rijk. Door het verdrag neemt Rollo de verplichting op zich om de rivier de Seine (dus ook de stad Parijs) te verdedigen tegen rooftochten van de Vikingen.
- Koning Lodewijk IV ("het Kind") overlijdt na een regeerperiode van 11 jaar. De Oost-Frankische adel (met ondersteuning van aartsbisschop Hatto I) verkiest Koenraad I, uit het geslacht van de Konradijnen, tot heerser van het Oost-Frankische Rijk. Het hertogdom Lotharingen weigert echter Koenraad te erkennen en geeft de voorkeur aan Karel III.
- Burchard I, graaf van Thurgau (huidige Zwitserland), sticht na een machtsstrijd met Beieren het hertogdom Zwaben. Hij wordt gevangengenomen en vanwege hoogverraad geëxecuteerd.
- Galindo II Aznárez, graaf van Aragón, wordt door zijn rivalen verslagen. Hij onderwerpt zich aan het gezag van het Koninkrijk Navarra (Noord-Spanje).
- Sunifried I volgt zijn broer Wifried II op als graaf van Barcelona. Hij verslaat de Moren in de veldslagen bij Lerida en Tarragona.

### Arabische Rijk
- De Byzantijnse vloot wordt in een poging om Kreta te heroveren door de Arabieren verslagen. Op de terugreis worden de gehavende schepen door een andere Arabische vloot vernietigd.[1]

### Lage Landen
- Eerste schriftelijke vermelding van Aineffe (huidige België).

## Religie
- 14 april - Paus Sergius III overlijdt in Rome na een pontificaat van 7 jaar. Hij wordt opgevolgd door Anastasius III als de 120e paus van de Katholieke Kerk.

## Geboren
- Gozelo, Frankisch edelman en legeraanvoerder

## Overleden
- 14 april - Sergius III, paus van de Katholieke Kerk
- 23 november - Burchard I, Frankisch edelman
- Al-Hadi il-al-Haqq Yahya ibn Husayn, Arabisch imam
- Lodewijk het Kind (18), koning van het Oost-Frankische Rijk
- Wifried II, graaf van Barcelona